# Symphonies d'instruments à vent

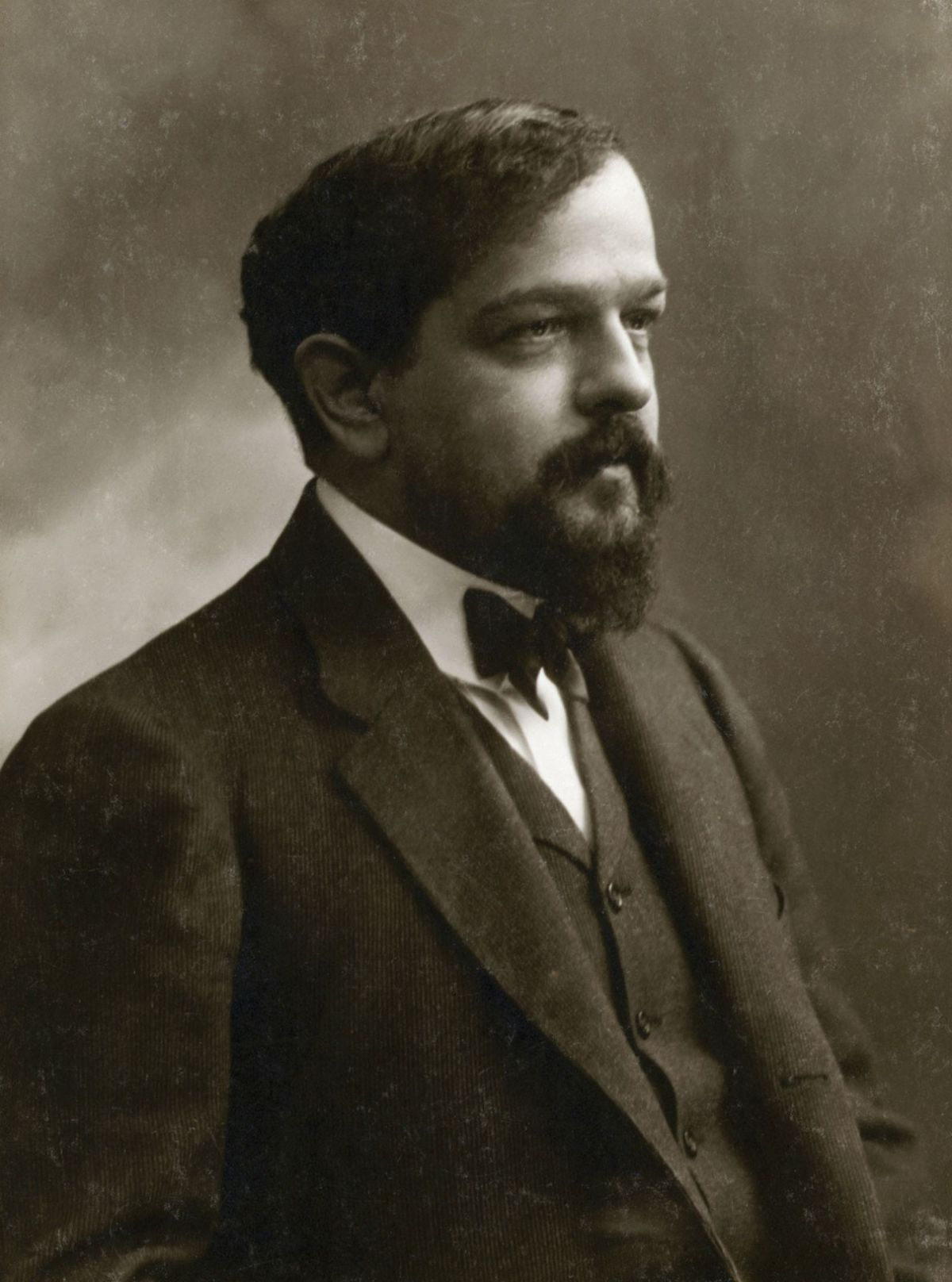
Claude Debussy, ca 1908, foto van Félix Nadar.

Symphonies d'instruments à vent (50) (Symfonieën voor blaasinstrumenten) is een compositie van Igor Stravinsky en opgedragen aan de herinnering van Claude Debussy. Het werk, met een tijdsduur van ca. 9 minuten, werd in de zomer van 1920 gecomponeerd in Zwitserland in Carantec en Garches en voltooid op 20 november 1920.
Het laatste deel van de Symphonies werd in december 1920 in een pianoversie als 'Fragment des Symphonies pour instruments à vent à la mémoire de Claude Achille Debussy' gepubliceerd in een muzieksupplement, getiteld Tombeau de Debussy, van La Revue Musicale. Het verscheen daar als nummer VII in een set composities van verschillende componisten. Het volledige werk verscheen als pianoreductie van Arthur Lourié in 1926; de volledige partituur is niet gedrukt. De door Ernest Ansermet opgemerkte fouten in de partituur werden bij de voorbereiding van de herziene versie van 1947 door Stravinsky – die de stijl van de Symphonies toen al lang achter zich had gelaten – niet verbeterd. De herziene versie uit 1947 werd in 1952 gepubliceerd door Boosey and Hawkes, inclusief de fouten uit de oorspronkelijke versie.
De eerste uitvoering van de Symphonies d'instruments à vent was op 10 juni 1921 in de Queen's Hall in Londen met het London Symphony Orchestra o.l.v. Serge Koussevitzky. De herziene versie uit 1947 klonk voor het eerst op 31 januari 1948 in een uitzending van de New Yorkse zender Network of the National Broadcasting Company met het National Broadcasting Corporation Symphony Orchestra o.l.v. Ernest Ansermet; in hetzelfde jaar voerde Stravinsky het werk zelf ook onder zijn leiding uit.
De naam 'symphonies' verwijst niet naar de 'klassieke' en de nu meer gebruikelijke muziekvorm symfonie, maar wordt gebruikt in de in de originele zin van 'samenklank' of 'samenklinken' (en in deze compositie in meervoudsvorm), zoals dat ook bijvoorbeeld was in de 17e en 18e-eeuwse sinfonia, bijvoorbeeld in de instrumentale openingsdelen van cantates van Bach.
De Symphonies d'instruments à vent heeft in de oorspronkelijke versie van 1920 ('à la mémoire de Claude Debussy') als bezetting: een kleine fluit, drie grote fluiten, een altfluit in G, twee hobo's, een cor anglais, een klarinet in B, een bassethoorn (door basklarinet te vervangen), drie fagotten (waarbij de derde fagot een contrafagot is), vier hoorns in F, twee trompetten in C, een trompet in A, drie trombones en een tuba.
De Symphonies is in tijdsduur een kort werk, maar het wordt door velen gezien als één van Stravinsky's grootste werken. Volgens Walsh vinden we in dit werk 'een soort samengaan van de krachtvolle ostinatoritmes en wilde ongebruikelijke akkoorden van de Le Sacre du printemps, de mechanische herhaling uit Les Noces en – aan de andere kant – de suggesties van tonica-dominante formules samen met het retorisch gebruik van cadans, een neiging tot thematische integratie, en een voorkeur voor motor-cadans... het mengsel wordt in een soort spanning gevat dat briljant wordt aangehouden'. De Symphonies is puur een product van Stravinsky's Russische fase en het duidt nauwelijks op het op handen zijnde neoclassicistische idioom bij de componist.

## Ontstaansgeschiedenis
Stravinsky ontving in 1920 een verzoek van de Revue Musicale om bij te dragen aan een speciale uitgave als hommage aan Debussy die op 25 maart 1918 was overleden. Stravinsky en Debussy kenden elkaar sinds 1910 toen ze elkaar hadden ontmoet na de eerste uitvoering van Stravinsky's Vuurvogel in Parijs. Tussen de twee componisten was een wederzijdse waardering: Stravinsky droeg zijn cantate Zvezdoliki op aan Debussy, Debussy droeg het derde deel (Scherzando) van zijn pianocompositie En Blanc et Noir op aan Stravinsky.
Voordat Stravinsky het verzoek voor een bijdrage ontving had hij in 1919 al een schets gemaakt voor een werk dat voor harmonium was bestemd. Hier voegde hij op 20 juni 1920 een uitgewerkt 'chorale' (koraal) voor blazers aan toe, in de vorm van 'een soort processie van plechtige, onregelmatige maar nauwkeurig geplaatste voortschrijdende akkoorden die uitmonden in een sereen eind en daar een coda vormen van het hoofdwerk'. Een pianoreductie van de compositie werd gepubliceerd in het Debussy-nummer van de Revue musicale (zie geselecteerde discografie voor een opname hiervan, onder Zuev).
De Symphonies omvatten muzikale ideeën die terug te vinden zijn in het laatste deel van de Trois pièces voor strijkkwartet en in veel vocale composities uit met name de Zwitserse periode en uit Les Noces en uit delen van L'Histoire du soldat. De Symphonies kunnen volgens White gezien worden als een symfonische samenvatting van een aantal van de muzikale ideeën die bij Stravinsky broeiden in de voorliggende zes jaren.
Stravinsky rekende niet op een onmiddellijk succes voor het werk, zoals hij in zijn 'Autobiografie' stelt: het staat helemaal los van de elementen die feilloos passen bij de smaak van de doorsneeluisteraar waar hij aan is gewend. 'Gepassioneerde impulsen of dynamische brilliance ontbreken, het is een sobere ritueel dat zich ontvouwt in termen van korte litanieën tussen verschillende groepen gelijkklankige instrumenten'...'een groots gezang, een objectieve schreeuw van blaasinstrumenten, in plaats van de warme humane toon van de violen'...'de muziek is er niet om een publiek te plezieren of om diens passies op te roepen'.
Hoewel de Symphonies zijn geschreven met Debussy in gedachte, is de muzikale taal – zoals Stravinsky zelf ook zei – op geen enkele manier verwant aan die van de Franse componist. Er zijn drie afzonderlijke, doorlopende secties die bij toerbeurt worden opgepakt door elke familie van windinstrumenten, met slechts zes korte korte muzikale ideeën, die steeds terugkeren en die zich niet organisch ontwikkelen of elders worden geïntegreerd.

## Herziene versie
In 1945 werkte Stravinsky aan een herziene versie van de Symphonies die niet eerder dan in 1947 werd gepubliceerd.
De bezetting in de versie van 1947 ('To the memory of Claude Achille Debussy') is als volgt: drie grote fluiten, twee hobo's, een cor anglais, drie klarinetten in B, drie fagotten (waarbij de derde fagot een contrafagot is), vier hoorns in F, drie trompetten in B, drie trombones en een tuba.
De andere bezetting vroeg om een herschrijven van de partituur in verband met de andere verhoudingen tussen de instrumenten. De twee versies – die uit 1920 en die van 1947 – zijn twee totaal verschillende versies. De nieuwe versie is omschreven als nog directer, nog kaler en stricter dan het origineel. Voor de nieuwe versie is de instrumentatie veranderd: een fluit en een klarinet nemen de plaats in van de altfluit en de altklarinet en de hobo's kregen een prominentere rol, terwijl de klarinetten en de koperblazers juist een minder prominente plaats kregen. De toonhoogte en de metrische structuur werden veranderd, evenals het meeste van de articulatie en delen van de ritmische figuratie en bovendien werd, zoals Stravinsky dat gewoonlijk deed met nieuwe versies, de maatindeling veranderd.

## Oeuvre
Zie het Oeuvre van Igor Stravinsky voor een volledig overzicht van het werk van Stravinsky.

## Geselecteerde discografie
- Symphonies d'instruments à vent, in de 'Igor Stravinsky Edition' – deel 'Chamber Music & Historical Recordings', Symphonieorchester des Nordwestdeutschen Rundfunks o.l.v. Igor Stravinsky (opname 1951), Sony Classical, SM2K 46 297
- Symphonies d'instruments à vent (met het Concertino voor 12 instrumenten, de Drie stukken voor klarinet, de Trois pièces voor strijkkwartet, Renard en Agon), Orchestre du Domaine musical o.l.v. Pierre Boulez, in 'Pierre Boulez – Le Domaine Musical 1958-1967', Accord, CD5, 4811510
- Symphonies d'instruments à vent (met de Psalmensymfonie en de Symfonie in drie delen), Berliner Philharmoniker o.l.v. Pierre Boulez, DGG, 457 616-2
- Symphonies d'instruments à vent (met het Capriccio voor piano en orkest, het Concert voor piano en blaasinstrumenten en de Movements voor piano en orkest, London Sinfonietta o.l.v. Esa-Pekka Salonen (met Paul Crossley, piano), Sony Classical, SK 45797
- Fragment des Symphonies pour instruments à vent à la mémoire de Claude Achille Debussy 1920, La Revue musicale Paris, in een speciale aan Debussy gewijde editie), Alexey Zuev, piano (op CD3 in 'The Complete Piano Solos & Transcriptions'), Fuga Libera/Outhere, FUG 777
- Fragment des Symphonies pour instruments à vent à la mémoire de Claude Achille Debussy (met diverse andere pianowerken van Stravinsky), Peter Hill, piano, Naxos, 8.553871